# Graphiothecium fresenii
Graphiothecium fresenii är en svampart som beskrevs av Fuckel 1870. Graphiothecium fresenii ingår i släktet Graphiothecium, divisionen sporsäcksvampar och riket svampar.   Inga underarter finns listade i Catalogue of Life.